# Gaucelmus cavernicola
Gaucelmus cavernicola là một loài nhện trong họ Nesticidae.
Loài này thuộc chi Gaucelmus. Gaucelmus cavernicola được Alexander Petrunkevitch miêu tả năm 1910.